# Verallgemeinerungsbestrebung
Die Verallgemeinerungsbestrebung ist ein Schlagwort aus dem Bereich der Schulbildung. Mit diesem Begriff wird das Bestreben umrissen, die Schulbildung für taube Kinder kostengünstiger und pädagogisch befriedigend in das „normale“ Schulsystem einzugliedern. Der Inhalt der Verallgemeinerungsbestrebung hat daher Ähnlichkeit mit dem heutigen Begriff des Mainstreaming und der Integrations-Beschulung.

## Geschichte
Zur Verallgemeinerung der (Schul-)Bildung von Gehörlosen gab es schon 1815 Überlegungen, die aufgrund der effektiven methodischen Grundsätze der entstehenden Volksschulen attraktiv erschienen.
1822 wurde dem preußischen Unterrichtsministerium eine Denkschrift eingereicht, in der es hieß, „daß der Taubstummenunterricht nicht wie eine besondere Kunst bloß in den für diesen Unterrichtszweig angelegten Institutionen eingeschlossen bleiben dürfe, sondern dergestalt allgemein werden müsse, daß wenn auch nicht alle Schullehrer, doch mehrere derselben, besonders auch sich für das Schulwesen interessierende Landgeistliche, auf mehreren Punkten des Landes solche Unglückliche bei sich aufnehmen und unterrichten und auch jeder wohlvorbereitete Schullehrer dergleichen Unglückliche seines Ortes in seiner Schule unterweisen und aus dem Stande der Trägheit frühzeitig herausreißen könne.“ 
1829 erschien „Der durch Gesicht und Tonsprache der Menschheit wiedergegebene Taubstumme“. Dies war ein Lehrbuch für die Hand der Volksschullehrer und der Eltern zur Behandlung gehörloser Kinder. Durch diese Schrift wurde großer Einfluss zur praktischen Verwirklichung der Verallgemeinerungsideen ausgeübt. 
Es folgten noch zahlreiche weitere Lehr- und Methodenbücher anderer Autoren. Jeder Entwurf ging davon aus, den Gehörlosen zunächst die Techniken des Lesens, Schreibens, Sprechens und Ablesens zu vermitteln, bevor ihnen die geistige Seite der Sprache erschlossen wird. In allen deutschsprachigen Landen reagierten die Behörden auf dieses Ansinnen mit der Angliederung von kleinen Gehörlosenschulen an bestehende Lehrerausbildungsstätten.
Die Angliederung der Gehörlosenschulen an die Seminare fiel in eine Zeit, als diese ihre fruchtbarste Entwicklungsperiode bei der Ausgestaltung der Volksschule erlebten. Das Seminar war die Nahtstelle, an der die neuen pestalozzischen Gedanken in die Gehörlosenbildung übertragen wurden. 
Gerade den damaligen „Taubstummenlehrern“ kam der Gedanke, mit den Elementarmitteln des Unterrichts, nämlich der Zahl, der Form und der Sprache zu beginnen, um dann stufenweise fortzuschreiten, sehr entgegen. Pestalozzi glaubte, in den Elementarmitteln jene formalen Kategorien gefunden zu haben, die den intellektuellen Erkenntnisprozess in Gang bringen. Insbesondere der Bereich der Sprachbildung bot sich an, auf die Urleistungen des Geistes zurückzugreifen. Sein „ABC der Sprachlehre“ gliedert sich in drei Teile:
- Tonlehre: Richtige Aussprache der Laute, Kenntnis der Buchstaben und Silben, buchstabieren.
- Wortlehre: Namen der Gegenstände
- Sprachlehre: Wörter in Rubriken ordnen, durch Definition erklären, Fundamente der Grammatik schaffen

Die Verallgemeinerungsidee führte zu insgesamt zahlreichen Schulgründungen bzw. „Seminar-Taubstummenschulen“ so in den Königreichen Preußen, Bayern und Württemberg, n den Fürstentümern Lippe und Reuß j.L. sowie in Sachsen-Meiningen, und Sachsen-Weimar-Eisenach.

## Heutige Situation
Die generellen Ideen der oben dargestellten Verallgemeinerungsbestrebung sind auch heute noch und unter anderen Bezeichnungen an den Sonderschulen für Gehörlose präsent und werden im Rahmen des Mainstreaming neuerlich forciert.
Wie logisch und attraktiv sie auch immer den Eltern und Lehrern erscheinen mögen, haben sie dennoch nicht dazu geführt, die Bildung tauber Menschen merklich anzuheben. Ein Großteil der Schulabgänger der einseitig lautsprachlich orientierten „Gehörlosenschulen“ ist immer noch so ungebildet, dass selbst die Schlagzeilen von Boulevardzeitungen falsch interpretiert werden. 
Gegenüber diesem kläglichen allgemeinen Bildungsstand sind sie vielfach dennoch in der Lage, anspruchsvolle Berufsfelder auszufüllen, die Führerscheinprüfung – wenn auch mit erheblichen Problemen im theoretischen Teil – zu bestehen, Vereine zu gründen auch internationale Veranstaltungen durchzuführen. 
Daraus wird offensichtlich, dass die Bildungsschwächen nicht personen-, sondern methodenbedingt sind und die „Verallgemeinerungsidee“ und ihre Nachfolger in Frage stellen.